# Phaeomolis brunnescens
Phaeomolis brunnescens là một loài bướm đêm thuộc phân họ Arctiinae, họ Erebidae.